# تپه ده‌شوی
تپه ده شوی مربوط به دوران پیش از تاریخ ایران باستان و است و در شهرستان بانه، بخش مرکزی، روستای شوی واقع شده و این اثر در تاریخ ۲۷ مرداد ۱۳۸۲ با شمارهٔ ثبت ۹۶۵۹ به‌عنوان یکی از آثار ملی ایران به ثبت رسیده است.